# Ластівка сенегальська
Ластівка сенегальська (Cecropis senegalensis) — вид горобцеподібних птахів родини ластівкових (Hirundinidae). Мешкає в Африці на південь від Сахари.

## Опис

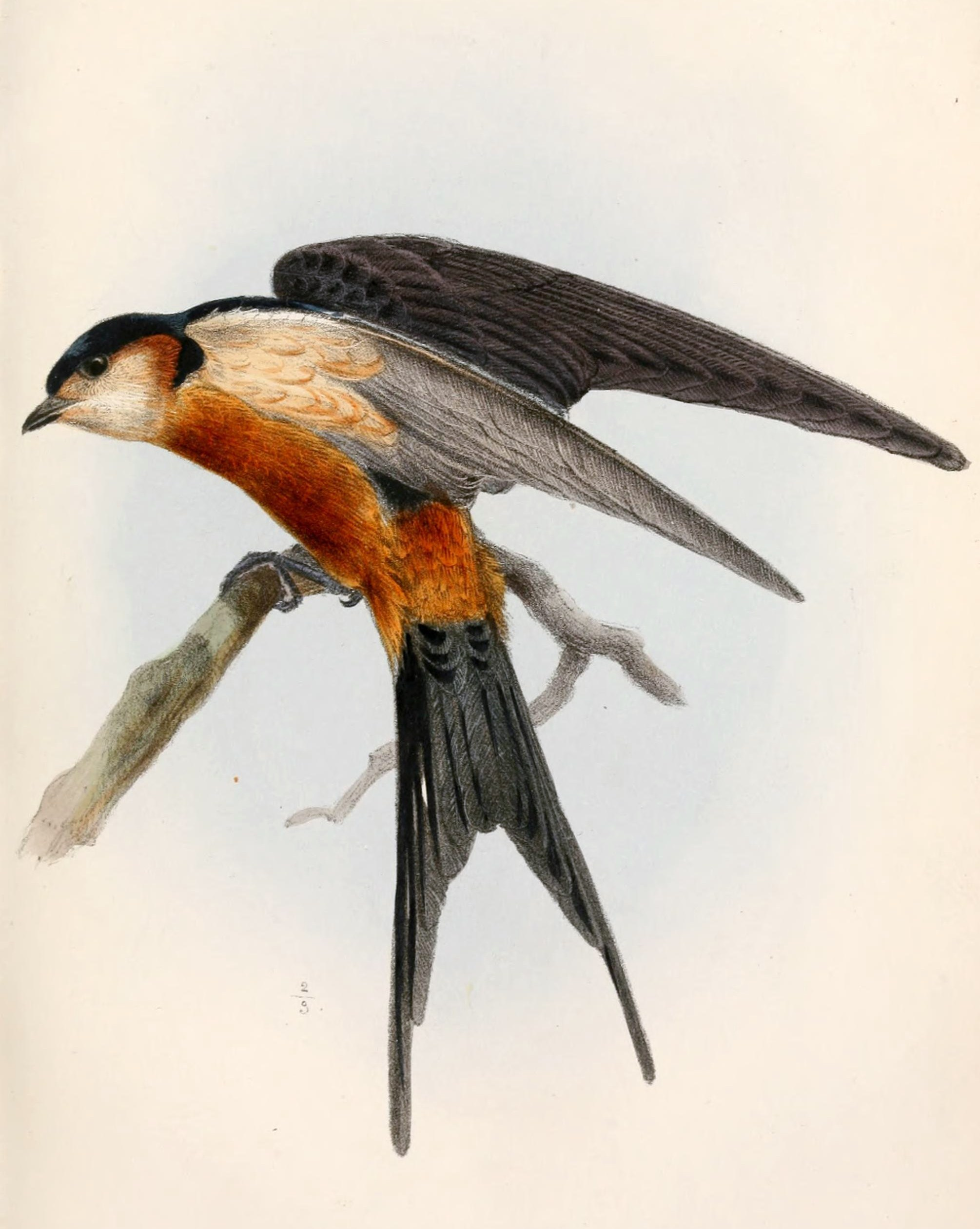
Сенегальська ластівка (підвид C. s. monteiri)

Довжина птаха становить 21—25 см. Тім'я, верхня частина тіла і хвіст темно-сині, обличчя і щоки білуваті. Горло і верхня частина грудей блідо-руді, решта нижньої частини тіла і надхвістя темно-руді. Нижні покривні пера крил дуже світлі, контрастують з темними маховими перами. Хвіст довгий, сильно роздвоєний, у самців дещо довший, ніж у самиць. Молоді птахи мають більш коричневе забарвлення.

## Таксономія
У 1760 році французький зоолог Матюрен Жак Бріссон включив опис червоногузого касика до своєї книги «Ornithologie», описавши птаха за зразком із Сенегалу. Він використав французьку назву L'hirondelle du Sénégal та латинську назву Hirundo Senegalensis. Однак, хоч Бріссон і навів латинську назву, вона не була науковою, тобто не відповідає біномінальній номенклатурі і не визнана Міжнародною комісією із зоологічної номенклатури. Коли в 1766 році шведський натураліст Карл Лінней випустив дванадцяте видання своєї «Systema Naturae», він доповнив книгу описом 240 видів, раніше описаних Бріссоном. Одним з цих видів була сенегальська ластівка, для якої Лінней придумав біномінальну назву Hirundo senegalensis. Згодом сенегальську ластівку перевели до роду Рудогуза ластівка (Cecropis), введеного німецьким орнітологом Фрідріхом Бойє у 1826 році.

## Підвиди
Виділяють три підвиди:
- C. s. senegalensis (Linnaeus, 1766) — від південної Мавританії, Сенегалу і Гамбії до південно-західного Судану;
- C. s. saturatior (Bannerman, 1923) — від південної Гани до Південного Судану, Ефіопії і північної Кенії;
- C. s. monteiri (Hartlaub, 1862) — від Анголи і півдня ДР Конго до Південної Кенії і північного сходу ПАР.

## Поширення і екологія
Сенегальські ластівки поширені від Мавританії і Сенегалу на схід до Ефіопії і на південь до Південно-Африканської Республіки. Вони живуть на узліссях тропічних лісів, на галявинах, у рідколіссях та в лісистих саванах міомбо і мопане. Зустрічаються парами, на висоті до 2800 м над рівнем моря. Іноді утворюють зграйки до 30 птахів.
Сенегальські ластівки живляться комахами, яких ловлять у польоті, на висоті від 2 до 30 м над рівнем моря. Розмножуються протягом усього року, з піком у серпні-квітні. Гніздяться поодинці або невеликими колоніями. Гніздо закрите з трубкоподібним входом, робиться з глини, встелюється пір'ям, розміщується в дуплах дерев, зокрема баобабів, у тріщинах серед скель і в будівлях. У кладці від 2 до 4 білих яєць. Інкубаційний період триває 15 днів, насиджують лише самиці. За пташенятами доглядають і самиці, і самці. Пташенята покидають гніздо через 3 тижні після вилуплення, однак батьки й далі піклуються про них ще 10 днів.